# Cameron Township (Iowa)
Cameron Township est un township, du comté d'Audubon en Iowa, aux États-Unis,,. Le township est fondé en 1874.

## Source de la traduction
- (en) Cet article est partiellement ou en totalité issu de l’article de Wikipédia en anglais intitulé « Cameron Township, Audubon County, Iowa » (voir la liste des auteurs).